# كاستل واي بير
تعد كاستل واي بير قلعة ويلزية تقع بالقرب من لانغهينيل واي بيننات في غوينيد في ويلز. بناها لويلين العظيم في اوائل ال1220.وكانت القلعة الحجرية تهدف إلى الحفاظ على سلطته على السكان المحليين والدفاع عن الجزء الجنوبي الغربي من برنيسيد غوينيد. وفي حرب ال1282 التي كانت ضد ادوارد الأول في إنجلترا والتي نتج عنها موت حفيد لويلين (لويلين اب غروفد) وسقطت القلعة على يدي القوات الإنجليزية. وسع اداورد الأول القلعة أكثر وانشأ بلدة صغيرة بجانبها. وفي عام 1294، شن زعيم الويلزية مادوج اب لويلين ثورة كبيرة وكانت القلعة محاصرة وعلى ما يبدو أنها احرقت. واليوم هي في يدي الكادو وتستخدم الجذب السياحي.

## تاريخ

### 1220- 40

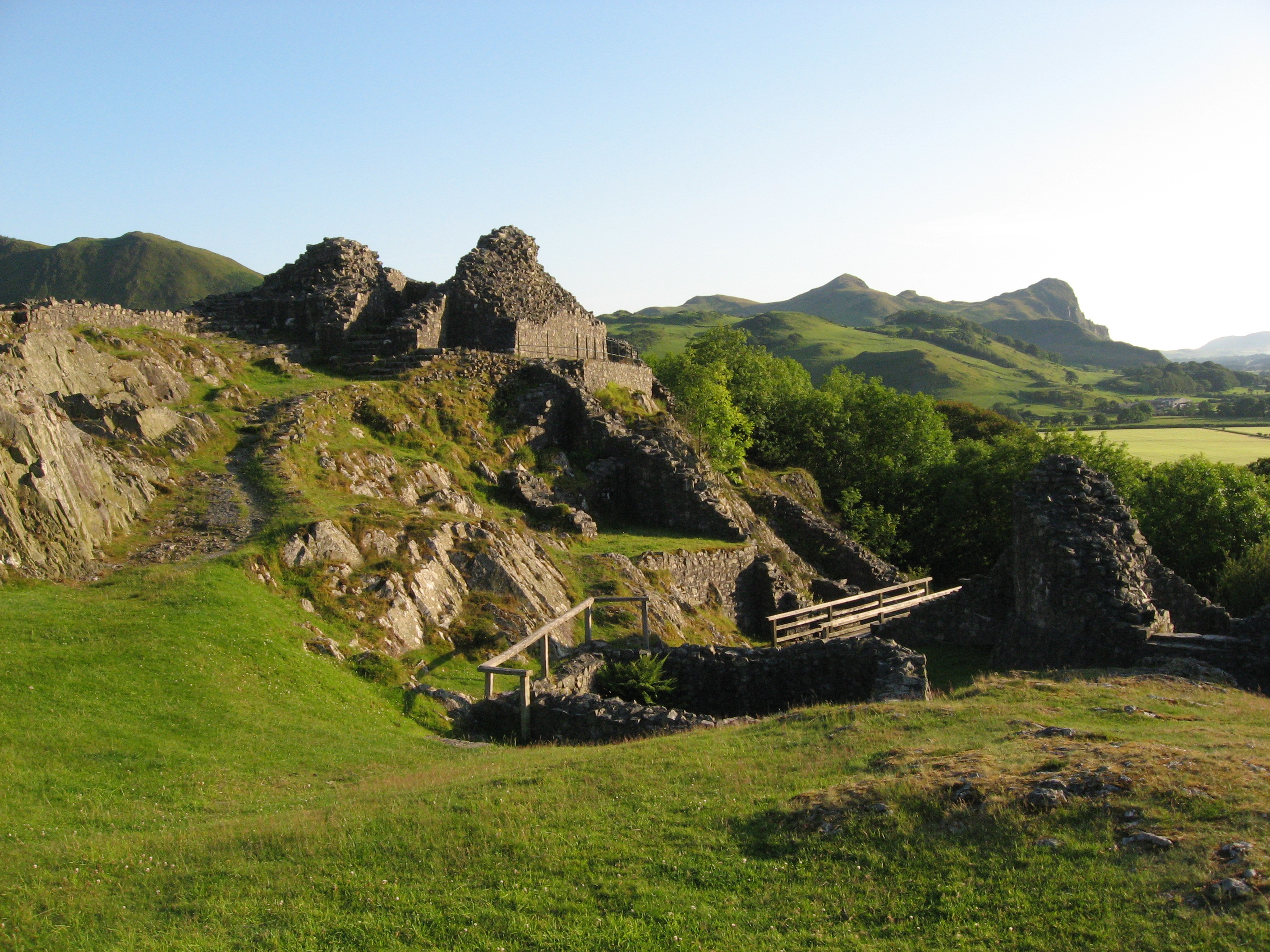
أنظر جنوب غرب عبر القلعة

بنى لويلين العظيم كاستل واي بير في عام 1220 على تلة صخرية تطل على وادي ديسيني بالقرب من لانغهينيل واي بيننات. تقليديا، لم يقم الأمراء الويلزيون ببناء القلاع وبدلا منها كانوا يستخدمون القصور الغير محمية التي تسمى ليليسود أو المحاكم. ومنذ أواخر القرن الحادي عشر فصاعدا، تقدم النورمان إلى ويلز واحتلوا الأراضي في الشمال. وانشئوا فرقة من الأراضي المحتلة في الجنوب تسمي مسيرات ويلزية. وخلال القرن الثاني عشر بدأ بناء بعض القلاع المصنعة من الأخشاب والاعمال الترابيزة ولكن بإعداد صغيرة.
سيطر لويلين العظيم بداية على إمارة غوينيد ولكنه أصبح أكثر قوة خلال فترة حكمه، وامتد تأثيره على الكثير من الأراضي الويلزية خلال السنوات الأولى للقرن الثالث عشر. وواجه لويلين العديد من التحديات بما يتضمن التهديد من الملوك في إنجلترا والبقاء على سلطته مع ويلز.
وفي عام 1221 سيطر أيضا على ميروند المجاورة من ابنه غروفد حيث أن لويلين هو من عين غروفد في السلطة هناك سابقا، ولكن الاب والابن سقطا. وبدأ الأمير ببناء القلعة في كاستل واي بير بنية السيطرة على السكان المحليين والحفاظ على حدوده الجنوبية الغربية التي تتضمن سلسلة الجبال بين غوينيد ويوويز ويينوين ودهوبارث. وكانت كاستل واي بير الأولى من القلاع الحجرية الهدية التي بناها لويلين وكانت القلعة الأولية تتكون من عدة أبراج متمركز حول فناء يقع على تل صخري في وادي ديسي قرب كارير اديرس.

### 1240-1300

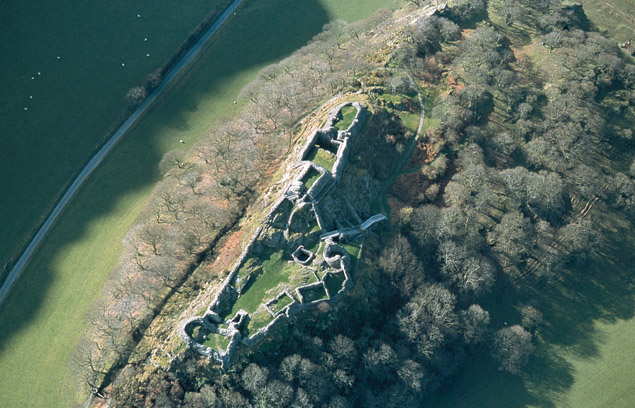
عرض للقلعة من الاعلى

تبع موت لويلين عام 1240 تراجع لسلطة غوينيد واحتل هنري الثالث من إنجلترا العديد من أراضيه الشرقية عام 1247. تولى حفيد لويلين (لويلين اب غرفود) السلطة عام 1255 وقام بسجن اخوه آون اب غرفود قبل اتساع سلطته عبر ويلز. وسع لويلين القلعة بإضافة برج إلى الجنوب شبيه لذلك المبني في دولفرون، ربما كان من أجل توفير سكن إضافي. 
استمر النزاع بين أمراء ويلزيين وملوك الإنجليز إلى عهد ادوارد الأول. وفي عام 1282 خاض لويلين معركته الأخيرة ضد ادوارد وانتهت بموت الأمير قرب بيلث في كانون الأول ذاك. تولى اخوه ديفورد أي غرفود السلطة ولكن خلال عام 1283 تم اجباره على الذهاب جنوبا إلى سنودينيا. وفي هذه الاثناءخرجت القوات تحت قيادة روجر ليسترانج ووليام دي فالينس من جنوب ويلز وشروبشاير مما وضع كاستل واي بير تحت الحصار واخدها في 25 من نيسان. نشر ادوارد 7000 جندي لاحتجاز دايفيد الذي تم اسره واعدم اخيرا في تشرين الأول. وتم ترك فريق من خمسة عمال بناء وخمسة من النجارين بقيادة السيد المهندس بيتر ترام، في كاستل واي بير للقيام بعمل غير محدد بعد مغادرة الجيش الإنجليزي.
واصل ادوارد استثمار الأموال والوقت في كاستل واي بير. زارها ثلاث مرات في عام 1284، حيث أسس بلدة صغيرة وبجانب القلعة وربما كانت تميل إلى الشرق. تم تعيين ولتر اف هانتر ضابطا للقلعة من قبل ادوارد في عام 1284 وقضى 47 جنيها استريلينا في بناء غرفة جديدة هناك، يحتمل انه كلن يستخدمها الملك أثناء الزيارات. تم انفاق 262 جنيها استريلينا اخر ما بين عام 1286 و1290 معظمها في السنة التي تلت ثورة رايز تب ماريديد. وكان من المحتمل ان يتم بناء زوج من الجدران التي تربط بين البرج الجنوبي في هذا الوقت، وقد يكون قد تم بناء أبراج البريان الخارجية والبوابة في هذا الوقت. 
في عام 1294 قام زعيم الويلزية مادوك اب لويلين بصورة كبيرة في جميع أنحاء ويلز. طلب من ريتشارد فيتزلان، ايرل اروندل في منتصف شهر تشرين الأول ضمان ان تكون القلعة آمنة، ولكن بحلول أواخر تشرين الأول كانت القلعة تحت حصار قوات مادوك. تم إرسال روبرت فيتز والتر - قائد الشرطة في القلعة--لقيادة بعثة الإغاثة. ومصير كاستل واي بير النهائي غير مؤكد، لكن من المحتمل ان قوات الويلزية احتلتها في أواخر عام 1294 واحرقتها لاحقا.

### القرن الرابع عشر- القرن الحادي والعشرين
بعد ثورة كستل واي بير والمدينة الإنجليزية الجديدة تم التخلي عنهما. بينما كانت القلعة في موقع جيد على عكس القلاع الساحلية الجديدة الأخرى التي بناها ادوارد الأول، لم يكن بالإمكان توفيرها عن طريق البحر، ونتيجة لذلك لم تكن مناسبة في خطته السيطرة على شمال ويلز. وبحاول القرن السادس عشر سقطت القلعة في حالة من الانحلال، لاحظ الشاعر الويلزي غرفود هايروغ انه يوجد على ضفاف نهر ديسيني مدينة كاستل واي بير، حيث وقفت على مبنى قوي وكبير ولكن تم تدميره الآن على الأرض.
بعد سنوات عديدة تم تطهير الموقع اخيرا من النمو في الخمسينيات من القرن التاسع عشر وكشف المزيد من بقايا القلعة وأجرى وليام وين - صاحب الموقع- أول تحقيقات أثرية. وفي عام 1994 وضعهم تشارلز كوربيت - اخر مالك خاص للاثار - تحت وصاية الدولة. وفي القرن الحادي والعشرين، أصبح الموقع يقع تحت رعاية كادو وهو محمي باعتباره نصبا تذكاريا مجدولا ويحتفظ به كمنطقة للجذب السياحي. وفي ضوء انتقال الويلزية والتغيرات السياسية الأخرى، أصبح تاريخ كاستل واي بير والقلاع الويلزية المماثلة بارز بشكل متزايد. ردا على ذلك، لاحظ الكادو انهم يعتزمون إعطاء أولوية متزايدة لابلاغ تاريخ هذه القلاع والامراء الولزييون.

## الفن المعماري

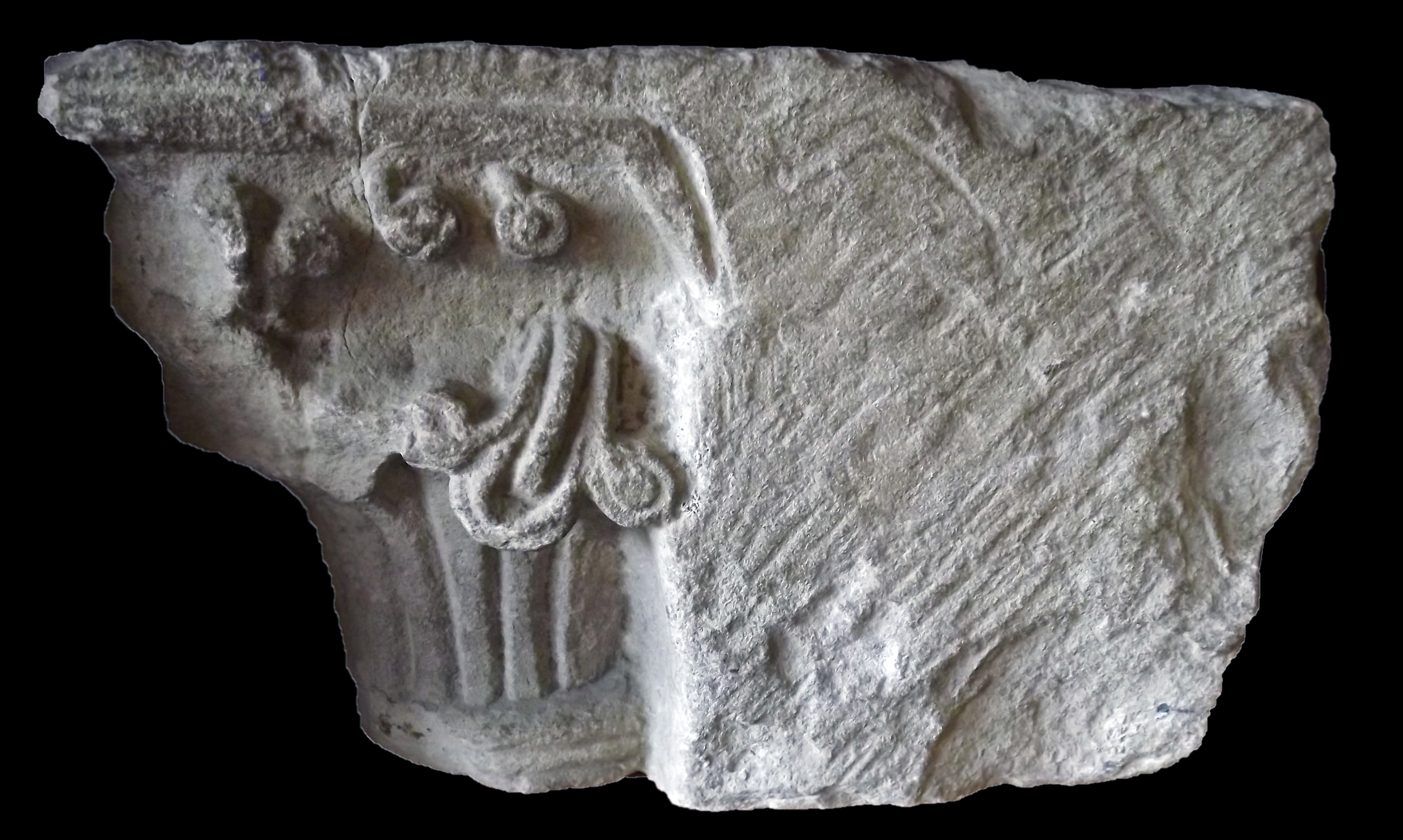
أعمال حجرية منقوشة من القلعة ، معروضة الآن في قلعة Criccieth

ما زالت انقاض كاستل واي بير تقف على نتوء صخري، مع حفر خنادق واقية في الحجر على الجانبين الجنوبي والشرقي. يقع مدخل القلعة الي الجانب الغربي، حيث يحتوي الباربيكان الذي ربما بناه ادوارد الأول على برجين يطلان على الممر الحجري الذي يقترب من البوابة الداخلية. ومن خلال الباربيكان يوجد فناء القلعة الذي يحتوي على بئر كبير وبقايا العديد من المباني الداخلية التي لم يتم تحديد تاريخها بعد.
يعد البرج الشمالي تصميم مميزا على شكل حرف D ويتميز بقلاع ويلز في اوائل القرن الثالث عشر. وربما كانت في الأصل تحتوي على قاعة أو كنيسة صغيرة. كان البرج الأوسط الموجود اليوم في الأصل الجزء الجنوبي من الدفاعات، ولكنه يؤدي الآن عبر ساحة الخندق الادواردي إلى البرج الجنوبي، وهو تصميم اخر كان يحتوي على مساحة واسعة للإقامة. يفتقر كلا الابراج المساعدة إلى المدافئ في الغرف الرئيسة وبدلا من ذلك يستخدم التدفئة المركزية لتدفئة الغرف.
وعلى نحو غير مألوف بالنسبة للقلعة الويلزية المبكرة، هناك دليل على فن النحت الزخرفي، بما في ذلك تماثيل الجنود التي بنيت في القلعة إلى جانب بلاط الارضيات المزخرف. وتعد كاستل واي بير القلعة الوحيدة التي تعرض مثل هذه الميزات بخلاف كرديسيث. يرى المؤرخ بتلر ان القلعة اوصلت بعض من أفضل المنحوتات الحجرية في ويلز في القرن الثالث عشر.